# Шульц, Альвин
Альвин Шульц (6 августа 1838, Бад-Мускау, Гёрлиц — 10 марта 1909, Мюнхен) — германский искусствовед, историк культуры и искусства, научный писатель
, педагог. Значительную часть жизни проработал в Австро-Венгрии.

## Биография
Окончив гимназию в Бреслау, в 1858—1859 и 1862—1864 годах учился в университете этого города, где изучал христианскую археологию и германскую филологию; в 1859—1861 годах посещал архитектурную академию в Берлине, где также пробовал себя в рисовании.
В 1864 году получил докторскую степень и остался работать в университете Бреслау, в 1870—1873 годах руководил университетской библиотекой, в 1872—1882 годах был экстраординарным профессором университета.
В 1882 году перешёл в Немецкий университет в Праге, где получил звание ординарного профессора истории искусств.
В 1903 году вышел в отставку и переехал в Мюнхен, где прожил до конца жизни.

## Творчество
Написал множество статей для научно-популярных журналов по искусству, опубликовал ряд трактатов по истории искусств; изучал в основном миннезанг и немецкое искусство XV—XVI веков.
Наиболее известные работы:
- «Schlesiens Kunstleben im XII bis XVIII Jahrhundert» (Бреслау, 1870—1872);
- «Schlesiens Kunstdenkmale» (там же, 1875);
- «Die Legende vom Leben der Jungfrau Maria und ihre Darstellung in der bildenden Kunst des Mittelalters» (Лейпциг, 1878);
- «Das höfische Leben zur Zeit der Minnesinger» (Лейпциг, 1879—1880; 2-е издание — 1889—1890);
- «Gerhard Heinrich von Amsterdam, Bildhauer in Breslau» (Бреслау, 1880);
- «Untersuchungen zur Geschichte der slesischen Maler 1500—1800» (там же, 1882);
- «Kunst und Kunstgeschichte» (Лейпциг и Прага, 1884; то же сочинение с дополнениями под загл.
- «Einführung in das Studium der neuern Kunstgeschichte» (Прага, 1887);
- «Alltagsleben einer deutschen Frau zu Anfang des XVIII Jahrhunderts» (Лейпциг, 1890);
- «Deutsches Leben im XIV und XV Jahrhundert» (Лейпциг, 1892);
- «Allgemeine Geschichte der bildenden Künste» (Берлин, 1894—1896, 4 тома).